# Samā‘
Pour les articles homonymes, voir Sema.
Samā‘ (en arabe : سماع) est un mot arabe (turc : semâ) qui renvoie à la notion d'audition spirituelle. Samā‘ désigne également une danse giratoire sacrée des derviches tourneurs soufis Mevlevi qui s’exécute dans le semahâne (salle de danse du monastère). On l'appelle aussi ayin. Née en Turquie en l'honneur du mystique musulman Djalâl ad-Dîn Rûmî, elle se propage en Syrie et en Égypte. Le samā‘ fait partie des pratiques spirituelles du soufisme, parmi lesquelles on trouve notamment le dhikr (invocation des noms divins), la lecture du Coran, la récitation de prières sur le prophète de l'islam Mahomet. Les séances de samā‘ constituent une modalité particulière de l'invocation divine au sein des confréries soufies.
Les poésies mystiques chantées dans le samā‘ associent les thèmes de l’amant et de l’aimé, de l’ivresse spirituelle, de la nostalgie de la séparation de l'être bien-aimé ou encore de notre divine essence. Ces états intérieurs accentués par la danse sont les effets de l’ivresse spirituelle qui se traduit par une sensation de submersion et un oubli de soi-même dont l’aboutissement est l’extinction dans la présence divine. Ainsi l’audition mystique agit-elle comme un remède pour les âmes et une nourriture pour les cœurs.
Le samā‘ est inscrit au patrimoine culturel immatériel de l'humanité de l'UNESCO en 2008.

## Musique
On attribue[style à revoir] à Sultân Valâd les premières compositions musicales du samā‘. Ce répertoire s'est augmenté au fil de l'histoire, intégrant même des rythmes frenki à la suite d'une influence musicale française à la cour de Soliman le Magnifique. Le chant soufi a cappella est un ensemble de poèmes composés par les plus grands saints de l'islam à travers l'histoire, qui se veut une expression sincère des états les plus purs du cœur. Ses thèmes tournent autour de l'amour de Dieu et de son Prophète. Ils sont censés véhiculer et communiquer à ceux qui les écoutent des significations subtiles et une aspiration spirituelle qui orientent les esprits vers la source divine. Selon leurs adeptes, ils suscitent chez celui qui se trouve en état d’ouverture et de réceptivité spirituelle (hâl), des états intérieur qui correspondent à ce que les soufis nomment émotions extatiques (ahwâl).
Accompagnée au départ des seules flûtes ney et de tambours sur cadre daf, d'autres instruments sont venus s'y adjoindre au XIXe siècle, tel la cithare qanūn, le luth tanbur, le violon, etc. Elle a aussi adopté la transcription occidentale pour préserver son patrimoine.

## Danse
Les derviches tourneurs se déplacent d’abord avec lenteur et font trois fois le tour de la piste. Chaque derviche se tourne vers celui qui est derrière lui et tous deux s’inclinent avant de reprendre leur circumambulation. Ce déplacement est le symbole des âmes errantes cherchant à la périphérie de l’existence. Après le troisième tour, le maître prend place sur son tapis et les danseurs attendent. Alors les chanteurs chantent et quand ils s’arrêtent, les derviches, en un geste triomphal, laissent tomber leur manteau noir, dévoilant leur vêtement blanc. La chute du manteau est celle de l’illusion. Quand le manteau noir qui représente l’enveloppe charnelle est abandonné, c’est la résurrection. Les derviches, bras croisés sur la poitrine, mains sur les épaules, se mettent à tourner lentement, sur eux-mêmes puis écartent les bras, la main droite tournée vers le ciel pour récolter la grâce de Dieu et la main gauche tournée vers le sol pour la dispenser vers les hommes. En même temps qu'ils tournent sur eux-mêmes, ils tournent autour de la salle. Ce double tour figure la loi de l’univers, l’homme tourne autour de son centre, son cœur, et les astres gravitent autour du soleil. Ce double symbolisme cosmique est le véritable sens du Sema : toute la création tourne autour d’un centre.
La danse est ainsi comme une prière, un dépassement de soi à l’union suprême avec Dieu. Le cercle est également le symbole de la loi religieuse qui embrasse la communauté musulmane tout entière et ses rayons symbolisent les chemins menant au centre où se trouve la vérité suprême, le dieu unique qui est l’essence même de l'islam.
Cette danse qui s'accélère a inspiré Marcel Dadi, guitariste picking français, pour le morceau, éponyme, le plus connu de son répertoire.[réf. nécessaire]

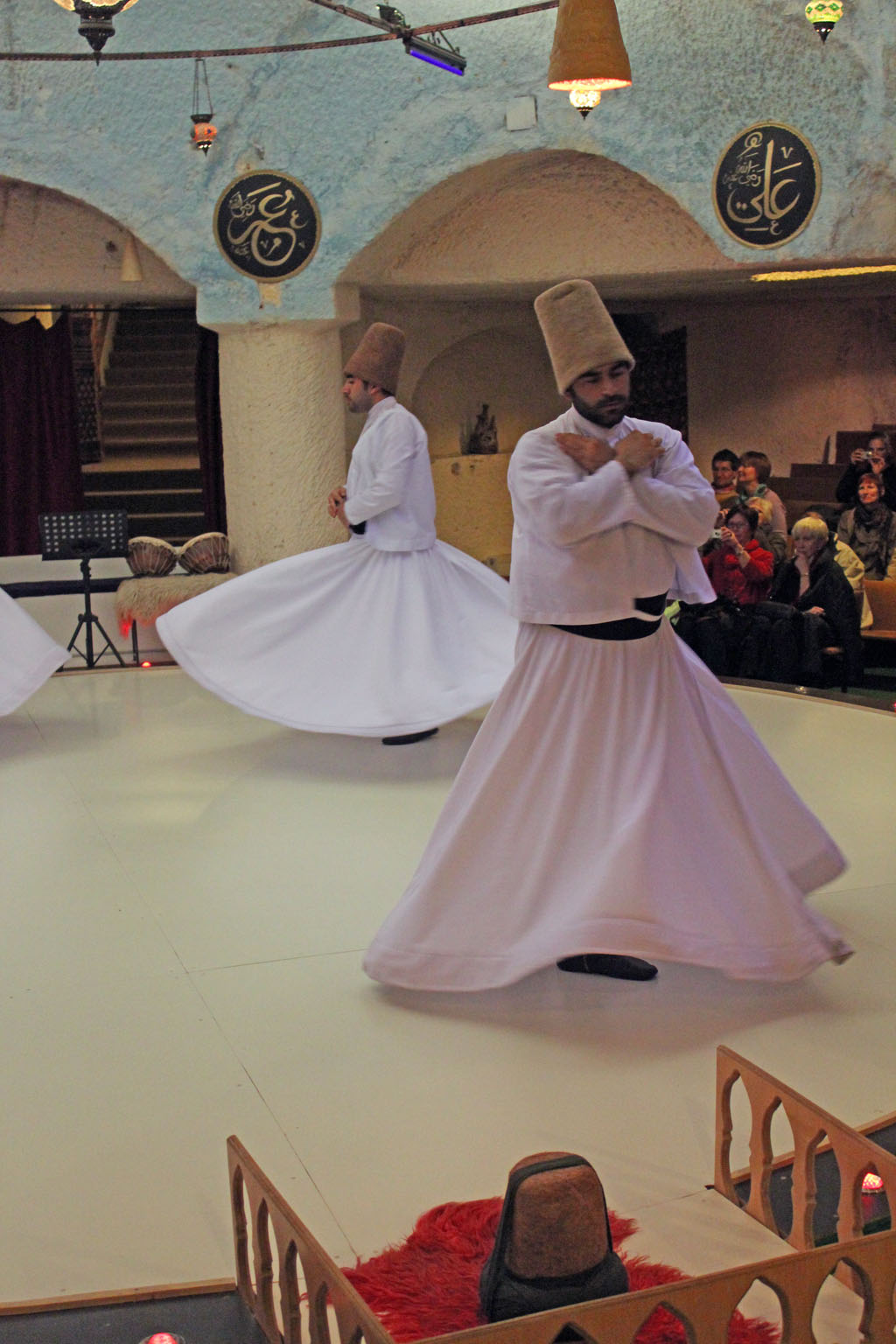
Samā‘, confrérie de Konya, salut 2
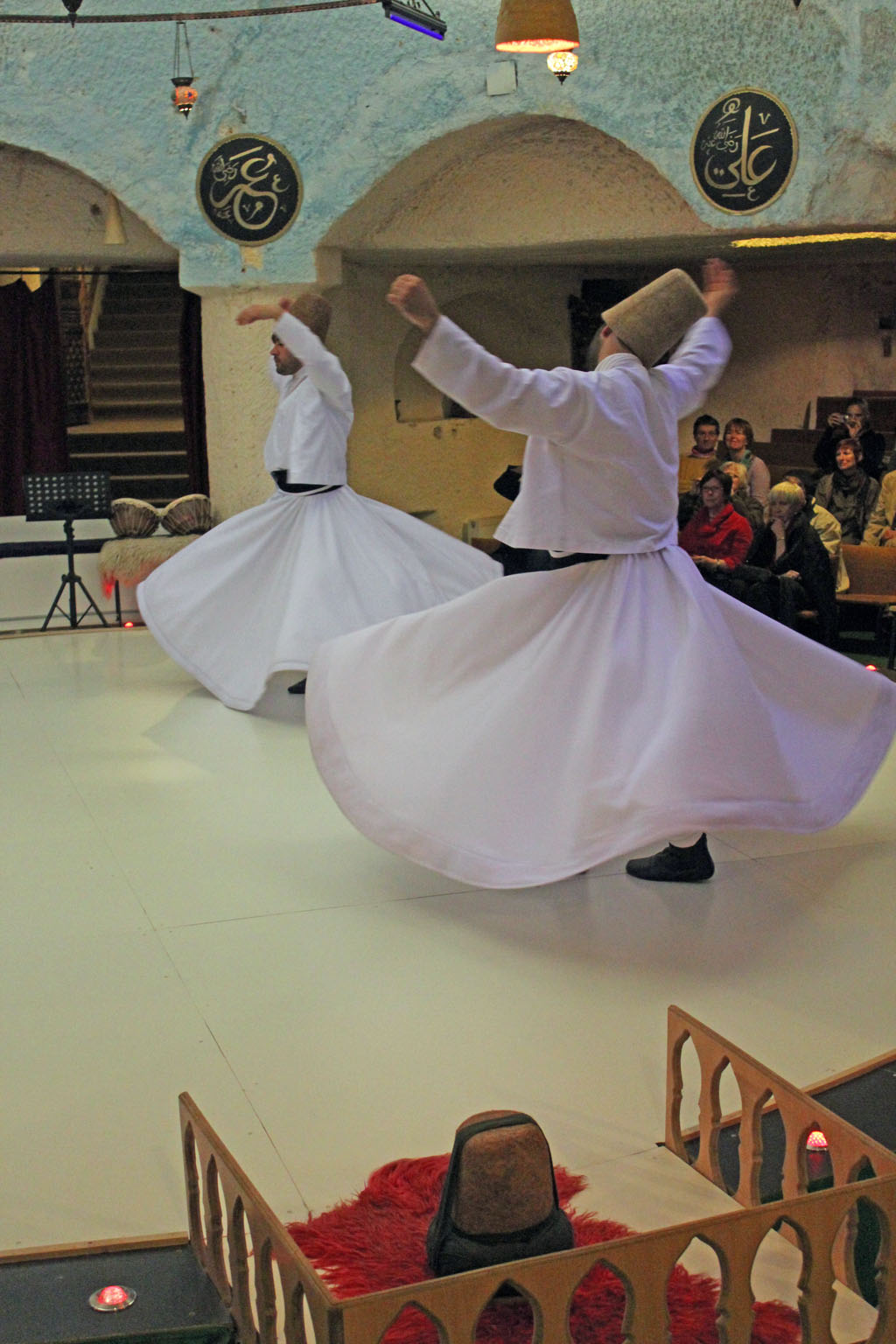
Samā‘, confrérie de Konya, danse 3
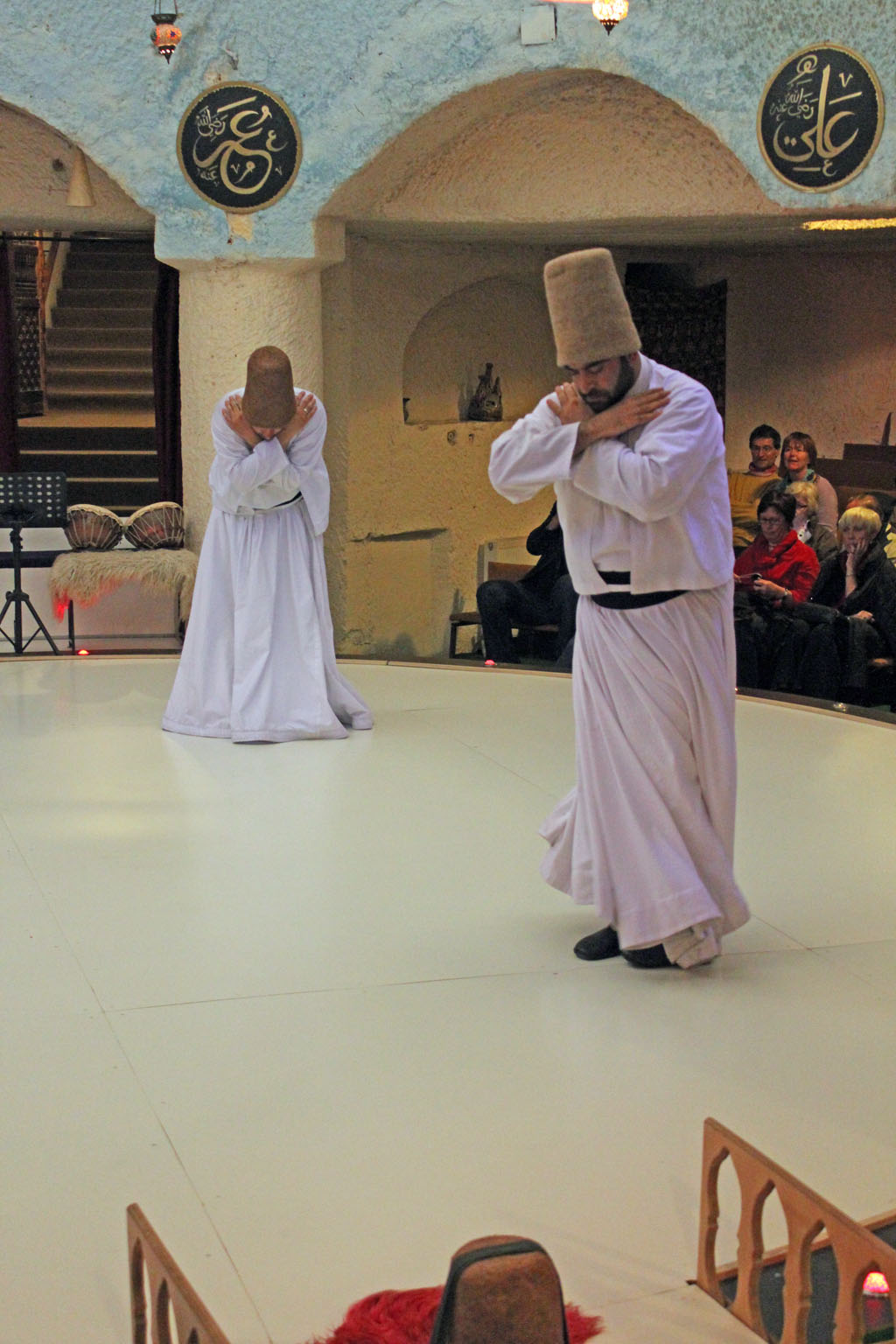
Samā‘, confrérie de Konya, salut fin 2
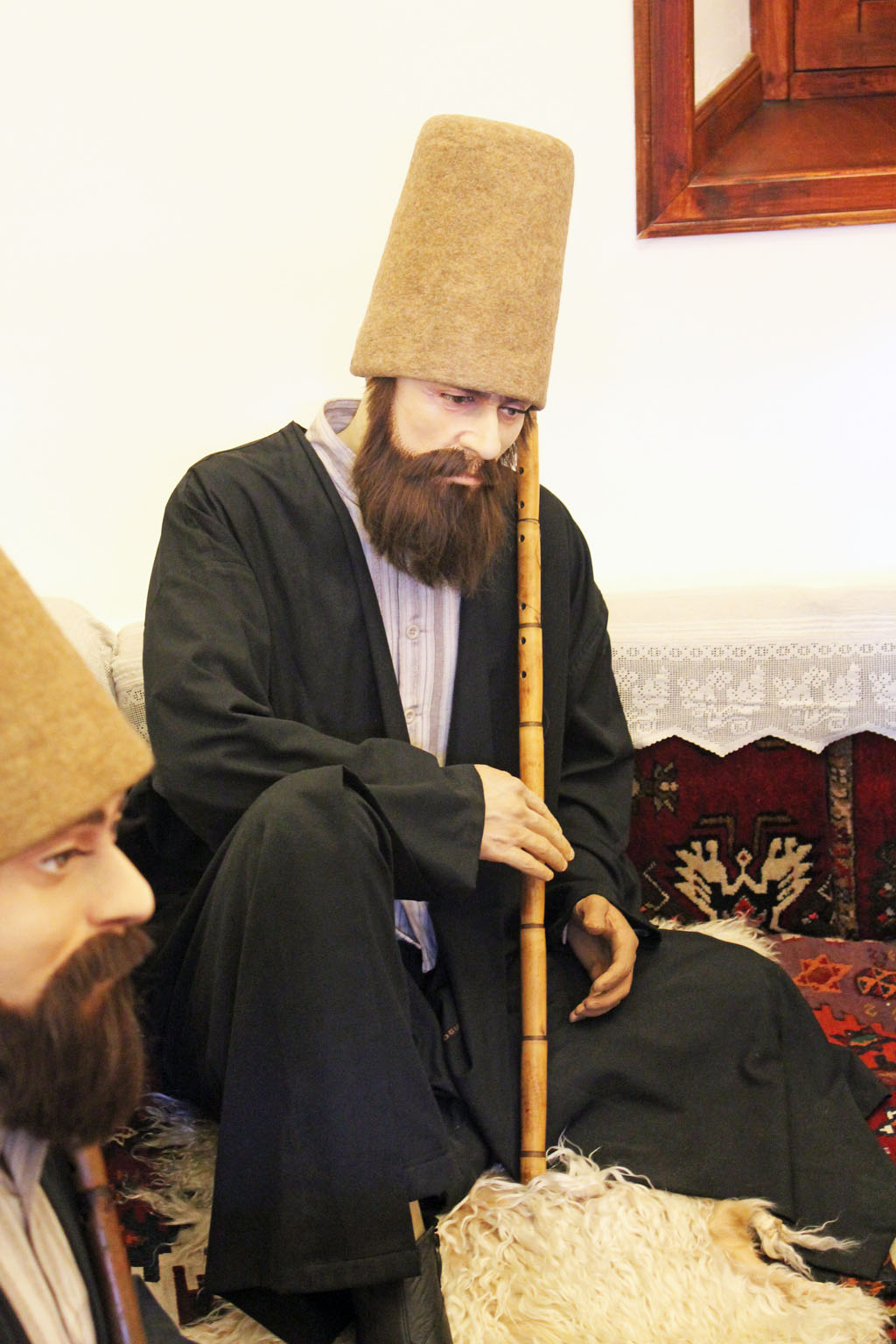
Joueur de ney, cellule du Tekke de Mevlana, Konya
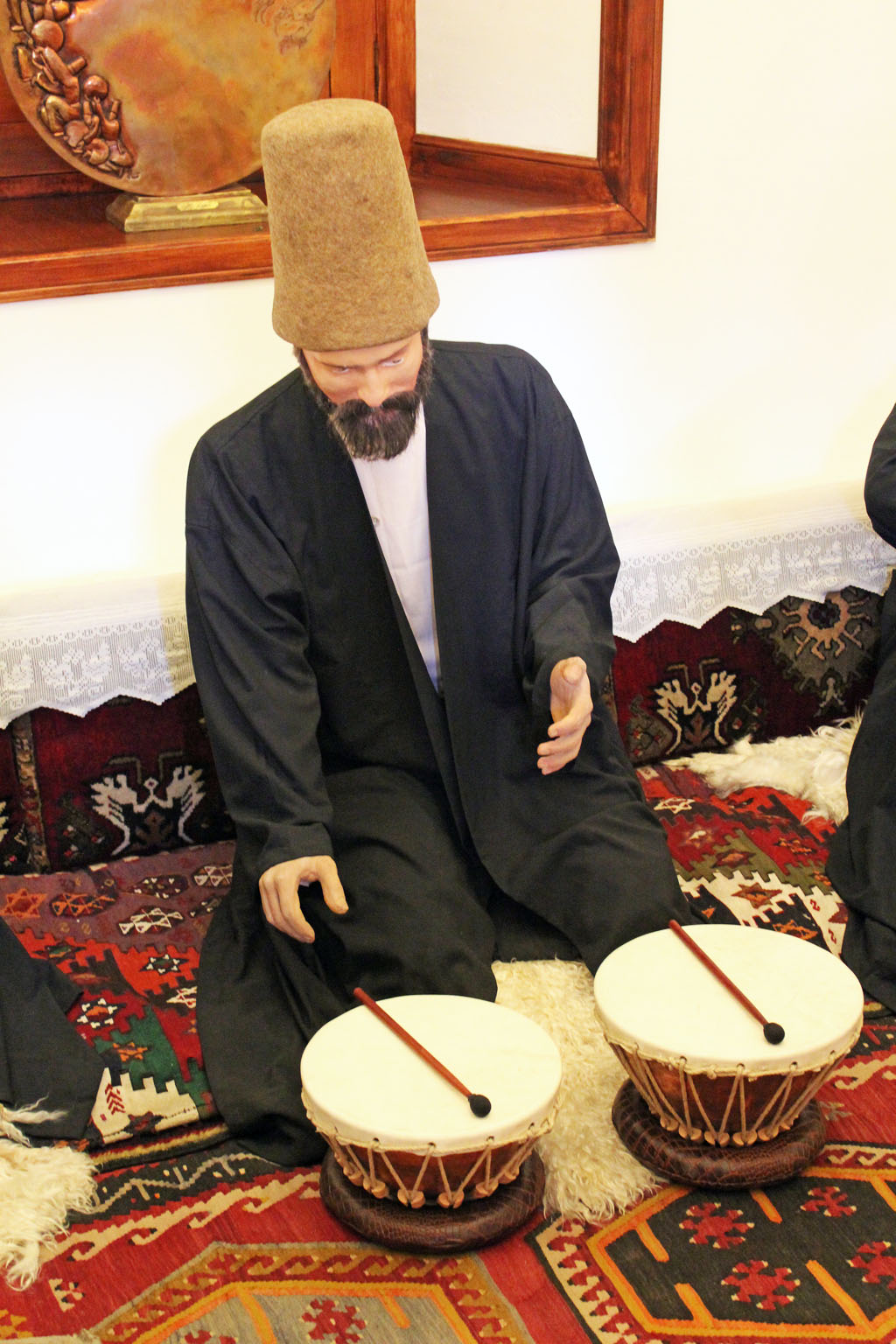
Joueur de kudüm, cellule du Tekke de Mevlana, Konya
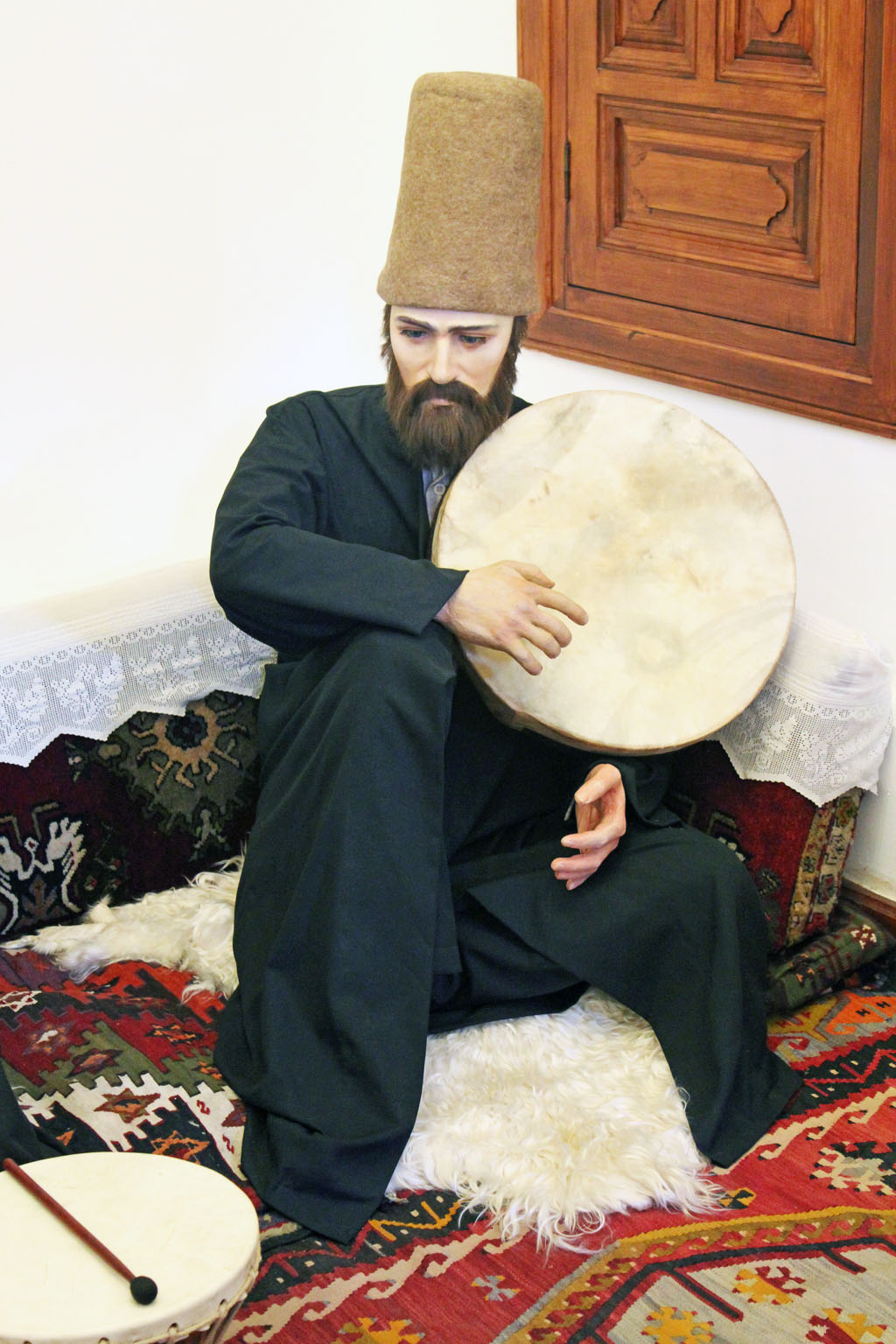
Joueur de bendir, cellule du Tekke de Mevlana, Konya